# Óscar Opazo
Óscar Mauricio Opazo Lara (* 18. Oktober 1990 in Concón), auch unter seinem Spitznamen Torta bekannt, ist ein chilenischer Fußballspieler. Der Abwehrspieler absolvierte 13 Länderspiele für Chile.

## Karriere

### Verein
Óscar Opazo begann mit sieben Jahren in seiner Heimatstadt bei Club Concón Bajo mit dem Fußballspielen. Mit 17 Jahren wechselte der anfangs als Linksaußen spielende Opazo in die Jugend der Santiago Wanderers, wo er in der Apertura 2008 der Primera B unter Jorge Aravena debütierte. 2009 schafften die Wanderers den Aufstieg, aber erst 2010 konnte sich Opazo einen Stammelfplatz sichern. 2010 erzielte er sein erstes Tor in der Primera División. Ab 2011 wurde er auch als rechter Außenverteidiger eingesetzt und spielte beide Positionen bis zu seiner Verletzung gegen Ende der Apertura 2014/15. Zurück nach seiner Verletzung blühte Opazo auf und wurde 2016 zum besten Rechtsverteidiger der Liga gewählt.
Nach einer schlechten Saison Clausura 2016/17 bot sich für Opazo der Wechsel zu Rekordmeister CSD Colo-Colo an, der 500.000 US-$ für 75 % der Transferrechte zahlte. Auch wenn Trainer Pablo Guede anfangs nicht auf den Defensivspieler setzte, konnte er überzeugen und sich einen Stammplatz erobern. In der Transición 2017 wurden die Albos mit Opazo chilenischer Meister und gewannen die Supercup-Titel 2017 und 2018. Nach weiteren Titeln mit dem Klub in der Copa Chile, dem Supercup und der Meisterschaft 2022 wechselte Opazo nach Argentinien zu Racing Club de Avellaneda. Nach nur sechs Monaten kehrte er zu Colo-Colo zurück.

### Nationalmannschaft
Óscar Opazo debütierte für die Nationalmannschaft unter Juan Antonio Pizzi beim China Cup 2017 im Spiel gegen Kroatien, das Chile nach Elfmeterschießen gewinnen konnte. Opazo gewann mit Chile auch das Finale gegen Island und wurde Turniersieger. Neben weiteren Freundschaftsspielen wurde Opazo von Reinaldo Rueda in den Kader für die Copa América 2019 berufen und absolvierte zwei Spiele. Beim 4:0-Erfolg über Japan wurde er in der 80. Spielminute für José Pedro Fuenzalida eingewechselt, bei der 0:1-Niederlage gegen Uruguay spielte Opazo die komplette Partie. Chile schied im Halbfinale aus und wurde Turniervierter. Sein bislang letztes Länderspiel absolvierte Opazo im Juni 2022 beim Kirin Cup gegen Ghana. Insgesamt kommt er somit auf 14 Länderspieleinsätze und schoss dabei ein Tor beim 1:1-Unentschieden im Freundschaftsspiel gegen die USA.

## Erfolge
Colo-Colo
- Chilenischer Meister: 2017-T, 2022
- Supercopa de Chile-Sieger: 2017, 2018, 2022
- Chilenischer Pokalsieger: 2019, 2021, 2023